# Apis
Apis ali Hapis (alternativno črkovanje Hapi-Ankh) je bil sveti bik, ki so ga častili predvsem v Memfisu in njegovi okolici. Bil je sin boginje Hator in najvišje božanstvo panteona Starega Egipta. Sprva je imel pomembno vlogo v njenem čaščenju, bil žrtvovan in ponovno rojen. Kasneje je služil kot posrednik med ljudmi in pomembnimi božanstvi, prvotno s Ptahom, kasneje z Ozirisom in nato z Atumom.
Apis je bil najpomembnejši od vseh svetih živali. Grški in rimski pisci so veliko pisali o njem, zlasti o božjih znamenjih na njegovi koži (trikotna bela lisa na čelu in bela lisa v obliki mesečevega krajca na desni strani trupa), po katerih so v črnem teletu prepoznali novega Apisa, njegovem dojemanju kot žarku iz nebes, njegovem templju v Memfisu (Apienion)   z dvoriščem za njegovo razvedrilo, načinu prerokovanja iz njegovega obnašanja, njegovi smrti, objokovanju njegove smrti, dragemu pogrebu in veselju po celi deželi, ko so našli novega Apisa. Apisov tempelj v Memfisu je stal neposredno ob Ptahovem templju. Njegovo izpuščanje skozi vzhodna vrata je spremljal poseben obred za blagoslavljanje polj in čred. Mrtvega Apisa so odnesli skozi zahodna vrata. V času Novega kraljestva so ga balzamirali in pokopali v Serapeumu. Pokop je bil največji praznik njegovega čaščenja.
Izkopavanja Augusta Mariettea v Serapeumu v Sakari so razkrila grobnice več kot šestdeset svetih bikov iz obdobja od Amenhotepa III. do Ptolemajske dinastije. Na začetku je bila vsaka žival pokopana v svoji grobnici s kapelo nad njo.

## Zgodovina čaščenja
Trenutno dostopni zgodovinski dokumenti in arheološki dokazi kažejo, da je bil Apis prvi egipčanski bog, katerega predhodnik je bilo neznano božanstva plodnosti, povezano s poljedelstvom.
Čaščenje svetega bika Apisa se je začelo med prvo dinastijo. Častili so ga predvsem v Memfisu, katerega zavetnik je bil.
Po Manetonu je čaščenje Apisa uzakonil Kaiehos (Raneb?) iz druge dinastije. Apis se pojavlja že na zelo starih spomenikih, vendar je pred Novim kraljestvom o njegovem kultu zelo malo znanega. Obredni pokopi bikov kažejo, da je bilo njihovo žrtvovanje del čaščenja zgodnejših kravjih božanstev Hator in Bat, v katerem bi bik lahko predstavljal njenega mladiča, kralja, ki je po smrti postal bog. Imenovali so ga  »ponoven začetek življenja (memfiškega boga Ptaha)«. Po smrti je postal Ozirapis, se pravi Oziris Apis, tako kot so se ljudje po smrti presnovili v Ozirisa, vladarja podzemlja. Ozirapis se je v poznem helenističnem obdobju poistovetil s Serapisom. Stari Grki, ki so ustvarjali vzporednice med svojim in tujimi verovanji, so Apisa poistovetili z utelešenjem Ozirisa in zanemarili njegovo povezavo s Ptahom.
Na začetku helenističnega obdobja je Ptolomej I. Soter (vladal 323-283 pr. n. št.),  preselil središče Apisovega čaščenja iz Memfisa v Aleksandrijo.
Apis je bil najbolj priljubljen od treh svetih bikov starega Egipta. Druga dva sta bila Mnevis in Buhis. Vsi trije so povezani s čaščenjem boginj Hator in Bat, podobnih primarnih boginj, ki so ju častili v različnih delih Egipta in sta se nazadnje združili v Hator. Čaščenje Apisa so nadaljevali Grki in za njimi Rimljani. Trajalo je skoraj do leta 400 n. št. 

## Ptahov glasnik
Bik je bil za sveto žival izbran zaradi njegovega poguma, velike moči, bojevitosti in plodnosti, lastnosti, tesno povezanih z vladarskim položajem. Vladarje so pogosto naslavljali z »močni bik njegove matere Hator«, vladaric, na primer Hačepsut, pa ne.
V času, ko je nastala Narmerjeva paleta, so faraona upodabljali z govejim repom na eni strani in bikom, ki trka v mestno obzidje, na drugi. 
Apisa so tu in tam upodabljali s sončnim diskom med rogovoma. Disk je bil simbol boginje Hator. Na podobah s sončnim diskom in trikotnim znamenjem na čelu je podoben ankhu, ki je bil vedno tesno povezan s Hator. 
Apis je kmalu postal glasnik (wḥm) Ptaha, vrhovnega božanstva Memfisa in njegove okolice. Kot manifestacija Ptaha se je štel tudi za simbol vladarja. V regiji, kjer so ga častili, so vzrejali govedo z belimi lisami na pretežno črni koži, zato je nastalo prepričanje, da mora imeti tele, primerno za novega Apisa, določeno vrsto znamenj. Na čelu je moralo imeti bel trikotnik, na hrbtu krilo belega egipčanskega jastreba, znamenje skarabeja pod jezikom, bel polmesec na desnem boku in dvojno dlako na repu. 
Tele z vsemi temi znamenji so odpeljali v tempelj, mu dali harem krav in ga častili kot podobo Ptaha. Za kravo, ki ga je povrgla, so verjeli, da jo je oplodil blisk iz nebes ali lunini žarki. Tudi njo so častili in ji priredili slavnosten pokop. Ker je bil Apisov tempelj hkrati tudi preročišče, so njegove gibe razlagali kot prerokbe. Njegov dih naj bi zdravil bolezni, njegova prisotnost pa naj bi vse okoli njega obdarila z močjo. V templju so vzidali okno, skozi katero so ga opazovali. Ob določenih praznikih so ga okrašenega z dragulji in cvetjem v procesiji vodili po mestnih ulicah.

## Pokop
Podrobnosti obreda mumificiranja svetega bika so opisana na Apisovem papirusu. Mumificiranega bika so včasih v stoječem položaju pritrdili na lesen podstavek. 
Od Novega kraljestva dalje so trupla svetih bikov pokopavali na pokopališču v Sakari. Najstarejši znani pokop na tem mestu je opravil Tutmozis med vladavino svojega očeta Amenhotepa III. Okoli prvega bika je pokopanih še sedem drugih. Ramzes II. je začel bike pokopavati v serapeumu v Sakari. Vsak bik je bil pokopan v svoji sobi. Običaj se je obdržal skozi celo kasnejšo egipčansko zgodovino do Kleopatre.
V 13. stoletju pr. n. št. je Kemveset, duhovniški sin Ramzesa II., odredil, da se skozi eno od gora izkoplje predor s stranskimi pogrebnimi sobami za mumificirane svete bike. Njihovi granitni sarkofagi so tehtali po 70 ton. Drugi predor, približno 350 m dolg, 5 m visok in 3 m širok, je bil izkopan v času Psametika I. Kasneje ga je uporabljala ptolemejska dinastija. V kasnejših obdobjih se je vodila skrbna evidenca o starosti bikov ter vladarskih letih njihovega rojstva in smrti, ki je zelo olajšala kronologijo od 20. dinastije dalje. K datumu rojstva so pogosto pripisali ime bikove matere. Sarkofagi bikov so izjemno veliki in so bili zato tudi izjemno dragi. Omembe vreden je podatek, da so se zato za pokop ene od živali v četrtem letu vladavine Kambiza II. dogovorili verski voditelji.
Apis je bil zaščitnik pokojnih in tesno povezan s faraonom. V nekaj grobnicah faraonov so odkrili okrašene bikove roge. Pogosto je kot močan zaščitnik upodobljen tudi na krstah zasebnikov. Za Apisa kot aspekt Ozirisa, vladarja podzemlja, so verjeli, da bodo imeli ljudje pod njegovo zaščito v posmrtnem življenju nadzor nad štirimi vetrovi.

## Od živali do človeka
Po Apijanu je bil Apis eno od egipčanskih božanstev, katere naklonjenost je po osvojitvi Egipta s spravno daritvijo poskušal pridobiti tudi Aleksander Veliki. Po Aleksandrovi smrti leta 323 pr. n. št. se je njegov naslednik v Egiptu, general Ptolomej I. Soter, trudil, da bi egipčansko verstvo združil z verstvom helenističnih vladarjev. Njegov cilj je bila najti božanstvo, ki bi ga spoštovali obe skupini vernikov, čeprav je egipčanska visoka duhovščini v preteklosti zavračala vse tovrstne poskuse svojih okupatorjev. Pred Ptolomejem je Aleksander v ta namen izbral Amona, vendar mu to ni uspelo, ker so tega boga častili predvsem v Gornjem Egiptu, v Spodnjem Egiptu, kjer je bil grški vpliv najmočnejši, pa ne. Ker Grki božanstev z živalsko podobo niso spoštovali, so svoje kipe oblikovali kot idole in jih razglašali kot človeški ekvivalent zelo priljubljenega Apisa. Imenovali so ga Aser-hapi, se pravi Oziris-Apis, kar se je kasneje preoblikovalo v Serapis. Zanj so trdili, da predstavlja celotnega  Ozirisa in ne samo njegovega Kaja.
Najstarejša omemba Serapisa je v opisu Aleksandrove smrti v kraljevih dnevnikih. V tem opisu je imel Serapis v Babilonu tempelj in bil tako pomemben, da je bil edini, s katerim so se posvetovali v imenu umirajočega Aleksandra. Obstoj Serapisovega templja v Babilonu bi lahko radikalno spremenil razumevanje mitologij tistega obdobja. Kasneje so odkrili, da dnevniki ne omenjajo Serapisa, pač pa babilonsko božanstvo Ea, ki so ga imenovali Serapsi – kralj globine in ni imel s Serapisom nobene zveze. Pomembnost Serapsija v helenistični psihi je zaradi njegove vpletenosti v Aleksandrovo smrt morda pripomogla, da so prav Ozirisa-Apisa izbrali za vrhovno ptolomejsko božanstvo med grško okupacijo Starega Egipta. 
Po Plutarhu je Ptolomej po navodilih, ki jih je v sanjah dobil od neznanega boga, v Sinopu ukradel kip in ga pripeljal v Aleksandrijo, kjer sta ga dva verska učenjaka proglasila za Serapisa. Prvi je bil iz družine Eumolpide, iz katere so tradicionalno izbirali herofanta Elevzinskih misterijev. Drugi je bil domnevno učen egipčanski svečenik Maneton, ki naj bi povečal Serapisovo sprejemljivost pri Egipčanih.
Plutarhov opis je morda napačen. Nekateri egiptologi namreč trdijo, da je bil Sinope v Plutarhovem opisu grič Sinopeion, na katerem je bil memfiški Serapeum. Po Tacitu je bil Serapis, preden se je nenadoma razširil v prestolnici Aleksandriji, zavetnik vasi Rakotis. 
Po Serapisovi vključitvi med grške bogove je seveda dobil človeško podobo, ki je spominjala na Hada ali Plutona, oba kralja grškega podzemnega sveta. Upodabljali so ga sedečega na prestolu in z modiusom, košari ali merniku za žito podobni pričeski, grškim simbolom za deželo smrti. V rokah je imel žezlo, simbol vladarja, ob nogah pa ležečega Cerberja, vratarja podzemnega sveta. Ob nogah je imel včasih imel tudi kačo, egipčanski simbol suverena. 
Serapis je s svojo ženo Izido in (v tem obdobju zgodovine) njunim sinom Horom (v obliki Harpokrata) imel pomembno mesto v grškem svetu in bil z Anubisom (kot Cerberjem) sprejet tudi v rimski svet bogov. Njegov kult se je ohranil do leta 385, ko so kristjani uničili Serapeum v Aleksandriji, s Solunskim ediktom pa je postal celo nezakonit.